# ČSD-Baureihe M 131.1
Die ČSD-Baureihe M 131.0 (ab 1988: Baureihe 801) ist ein zweiachsiger Dieseltriebwagen für den Regionalverkehr der einstigen Tschechoslowakischen Staatsbahn (ČSD).

## Geschichte

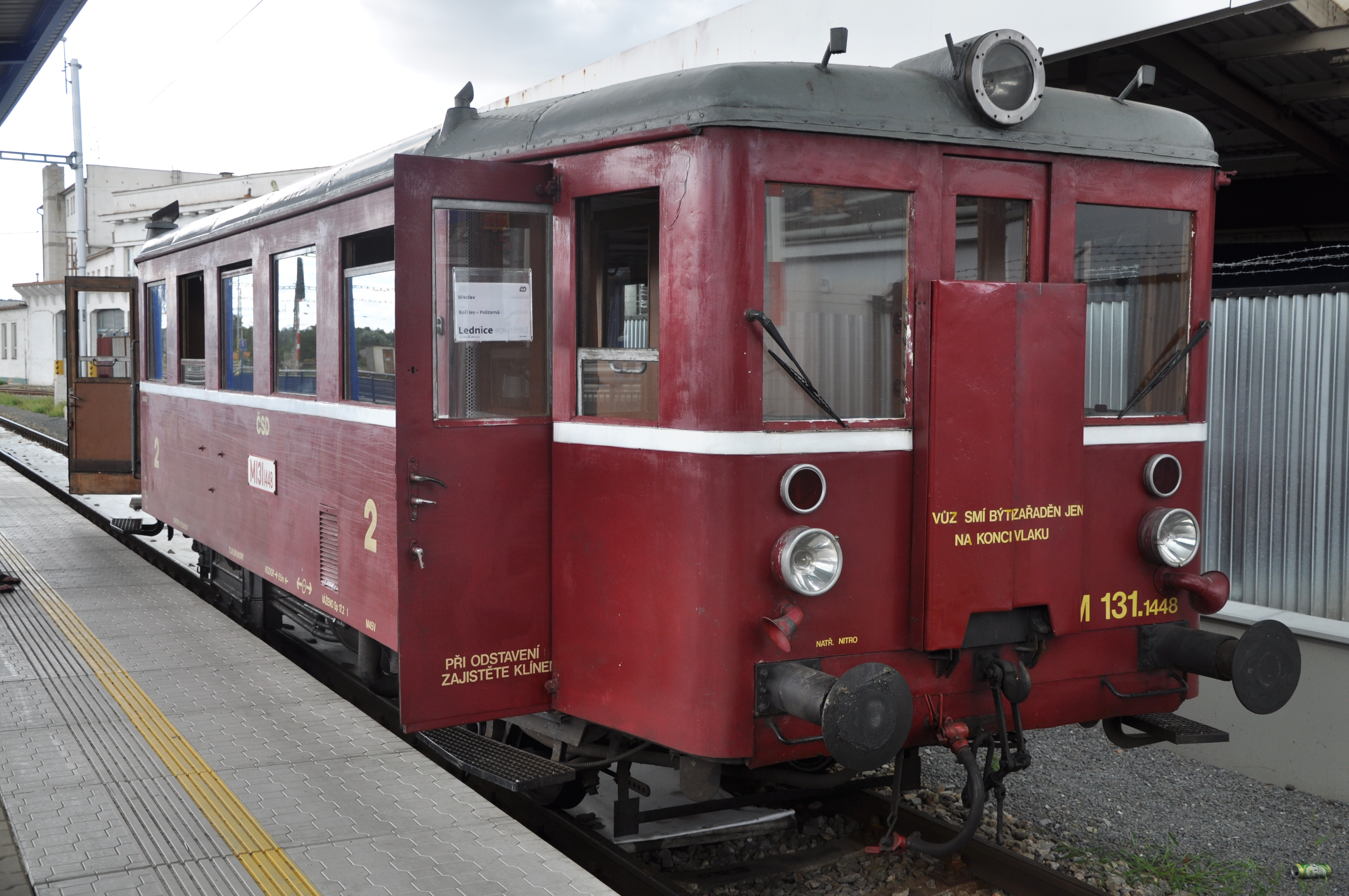
M 131.1448

Die Fahrzeuge wurden nach 1946 aus der Vorkriegsbauart VT 135 der Deutschen Reichsbahn entwickelt, von denen vier als Baureihe M 140.3 auf dem Gebiet der Tschechoslowakei verblieben. Es sind dieselmechanische Triebwagen, die mit einem Viergang-Getriebe der Bauart Mylius ausgerüstet sind. Sie wurden für den Betrieb auf Nebenbahnen, besonders auf Bahnen mit bedeutenden Steigungen und kleinen Krümmungen, konstruiert. Passend zu den Triebwagen wurden in Aufbau und Aussehen fast identische Beiwagen geliefert.
1948 bis 1951 wurden von Tatra in Kopřivnice 340 Fahrzeuge geliefert; die weiteren 209 Exemplare lieferte Vagonka Tatra in Studénka von 1954 bis 1956. Außerdem wurden 1971 und 1979 zwei Fahrzeuge mit russischer Breitspur als Baureihe M 131.5 an die Ukraine geliefert.

Diese einfachen Fahrzeuge waren die umfangreichste Gattung der ČSD-Triebwagen und überall anzutreffen. Sie erhielten den Spitznamen „Hurvínek“.
In den Jahren 1967 bis 1980 wurden 85 Wagen rekonstruiert und in die Gattung M 131.2 eingereiht. Zwei Fahrzeuge wurden versuchsweise mit dem automatischen Getriebe des Stadtbusses LIAZ SM 11 ausgerüstet und eingehenden Tests unterzogen. Das führte zur Entwicklung der Baureihe M 152.0 (heute: 810).
Bis 1984 wurden die Fahrzeuge aus dem planmäßigen Verkehr genommen und vollständig durch die Baureihe M 152 ersetzt. Eine große Anzahl der Fahrzeuge ist erhalten geblieben und steht für museale Verkehre betriebsfähig zur Verfügung. Sie kommen zum Beispiel auf den touristischen Linien T1 „Kamenický motoráček“ (Česká Kamenice–Kamenický Šenov) und T3 „Zubrnický motoráček“ (Ústí nad Labem-Střekov–Zubrnice) im Ústecký kraj planmäßig zum Einsatz.

## Bilder

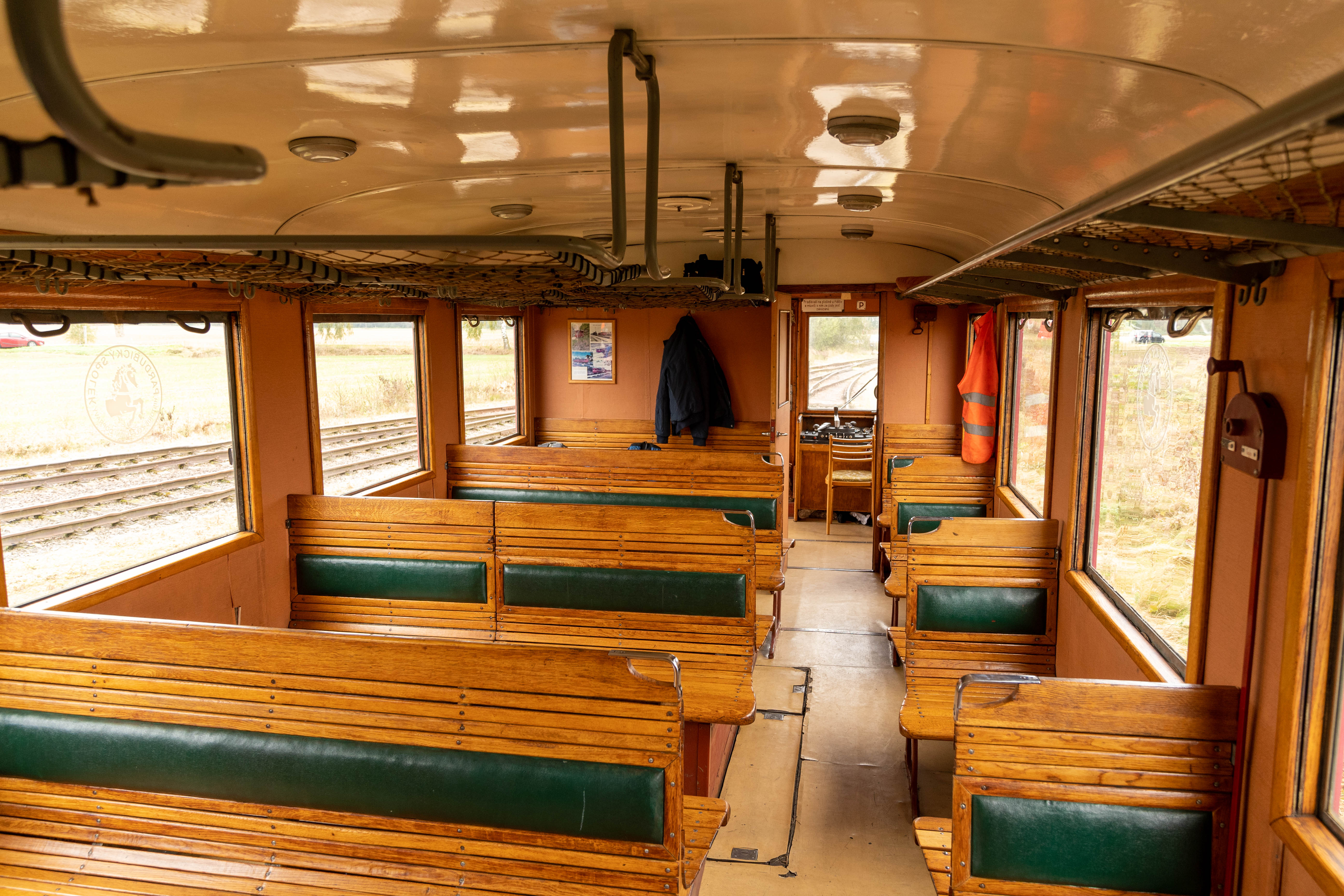
Innenraum
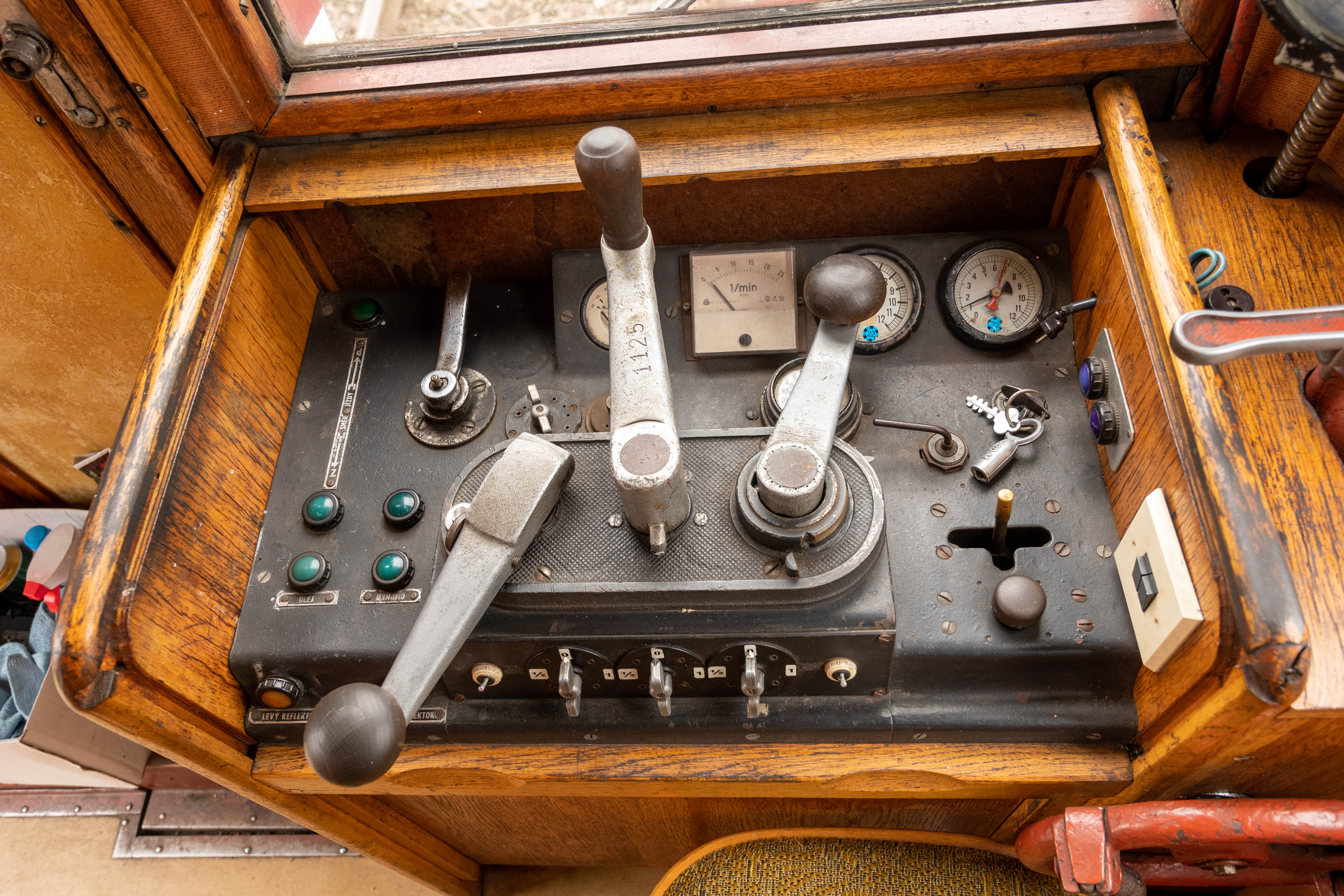
Bedienpult im Führerstand